# 東保村
東保村（とうぼむら）は、石川県鳳至郡に存在した村である。

## 地理

### 隣接していた市町村
- 町
  - 鳳至郡穴水町
- 村
  - 鳳至郡島崎村・櫛比村・阿岸村・本郷村・三井村・鹿島郡西岸村・羽咋郡釶打村・稗造村

## 歴史

### 沿革
- 1889年（明治22年）4月1日 町村制の施行により、鳳至郡汁谷村、上唐川村、下唐川村、挟石村、小又村、地蔵坊村、上野村、河内村、越渡村、大角間村、上中村、桂谷村、宇留地村及び鹿路村を廃し、その区域をもって鳳至郡東保村を設置する。
- 1908年（明治41年）4月1日 鳳至郡穴水町、島崎村及び東保村を廃し、その区域をもって鳳至郡穴水町を設置する。東保村の14大字は穴水町に継承。